# Кисс, Август
Август Кисс (нем. August Kiß; 11 октября 1802, Тихау — 24 марта 1865, Берлин) — немецкий скульптор.

## Биография
Август Кисс родился и вырос в Верхней Силезии, его отец работал управляющим на Папротцанском металлургическом заводе. В 1822 году Кисс переехал в Берлин, где обучался в Прусской академии художеств и в мастерской Кристиана Рауха. Ещё студентом по эскизам Карла Шинкеля Кисс выполнил рельефы для фронтона церкви Святого Николая в Потсдаме.
В 1839 году Кисс создал прославивший его скульптурный образ амазонки, сражающейся с пантерой. В 1842 году Кисс выполнил свою амазонку в мраморе для короля Баварии Людвига I, чуть позднее Кристоф Фишер отлил «Сражающуюся амазонку» Кисса в бронзе, и её установили перед Старым музеем в Берлине.
В 1847 году в Бреслау была установлена бронзовая конная статуя короля Пруссии Фридриха Великого, созданная Киссом и Клагеманом. Август Кисс также создал три скульптурных портрета короля Пруссии Фридриха Вильгельма III в бронзе: в Потсдаме, Кёнигсберге и Бреслау.
Август Кисс также является автором бронзовой статуи святого Михаила, убивающего дракона, которую король Фридрих Вильгельм IV подарил брату, будущему императору Вильгельму I в память о подавленном им восстании в Бадене, а также гигантской бронзовой конной статуи святого Георгия Победоносца для большого внутреннего двора в Городском дворце в Берлине, который в настоящее время находится на набережной Шпрее в Николаифиртель. Август Кисс выполнил шесть бронзовых фигур Джеймса Кейта, Ганса фон Цитена, Фридриха фон Зейдлица, князя Леопольда Дессауского, Ганса фон Винтерфельдта и Курта фон Шверина для берлинской площади Вильгельмплац.